# 淦姓
淦姓为中文姓氏之一。

## 主要分布
大部分淦姓人祖籍江西省永修县，更有具体至九合乡廖坊村的说法，永修县三角乡，还有九合乡的其他一些自然村也有淦姓人存在。
湖南省岳阳市，台湾台中，四川省泸州都有分布。